# Messier 91
Messier 91 (również M91 lub NGC 4548) – galaktyka spiralna z poprzeczką w gwiazdozbiorze Warkocza Bereniki. Jest jedną z galaktyk należących do Gromady w Pannie. Odkrył ją francuski astronom Charles Messier 18 marca 1781. Trzy lata później – 8 kwietnia 1784 niezależnie odkryta przez Williama Herschela.

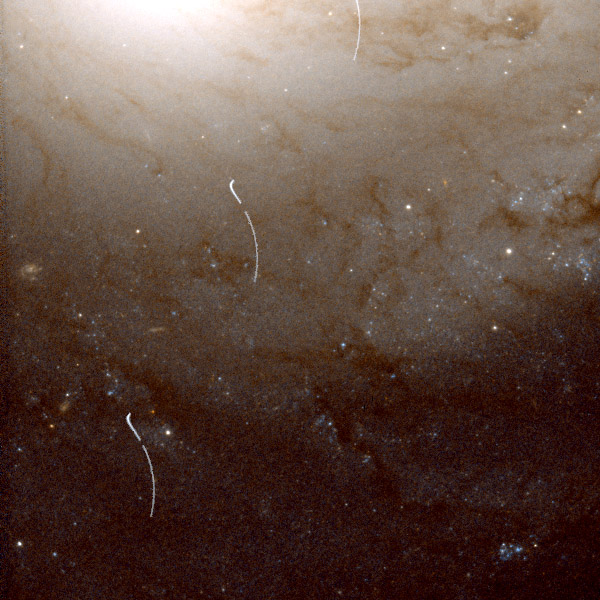
Galaktyka z widocznym śladem przelotu małej planetoidy, wygiętym i przerywanym w związku z ruchem Kosmicznego Teleskopu Hubble’a pomiędzy kolejnymi ujęciami

M91 znajduje się w odległości około 52 milionów lat świetlnych od Ziemi. Wymiary kątowe galaktyki to 5,4' × 4,4' (minut kątowych).